# Rama VII-bron
Rama VII-bron (thai: สะพานพระราม 7) är en bro som går över Chao Phraya mellan Bangkok och Nonthaburi i Thailand. Den är en motorvägsbro med tre filer i vardera riktningen.